# Antoine de Caunes
Antoine de Caunes (París, 1 de diciembre de 1953) es un presentador, actor, escritor y director de cine francés. Es hijo de dos prominentes personalidades francesas, el periodista Georges de Caunes y la locutora-voz de continuidad y productora Jacqueline Joubert. Es padre de la actriz francesa Emma de Caunes.

## Carrera
Comenzó componiendo cortinas musicales para el canal de televisión Antenne 2 con el seudónimo de Paul Persavon, incluyendo para Space Adventure Cobra y Uchuu Keiji Gavan (conocido en Francia como X-Or).
Su primera aparición en televisión fue en Chorus (1975), en la serie Les Enfants du rock, y luego en Nulle part ailleurs para Canal+.
De Caunes saltó a la fama en el mundo anglosajón en la serie de BBC2m Rapido. Luego creó el programa para adultos Eurotrash con Jean-Paul Gaultier para Channel 4. También fue presentador de Le Show. Además, apareció en un anuncio para Rowntree's Fruit Pastilles ice lollies.
Desde 2013 hasta 2015, fue presentador del programa de tarde, Le Grand Journal , en Canal+.
Prestó su voz para programa de televisión de Aardman Animations, Rex the Runt.